# Tarzan Boy
Singles de Baltimora
Woody Boogie (en)
(1985)
Tarzan Boy est une chanson du groupe italien Baltimora. C'est le premier single du groupe, sorti en 1985. Il est issu du premier album du groupe, Living in the Background, et en constitue la première piste. La chanson, dont les paroles sont en anglais, fut réenregistré en 1993 et fut reprise par plusieurs artistes au fil du temps. 
Le refrain utilise des vocalises inspirées du cri de Tarzan comme ligne mélodique. La chanson, rythmée, se compose d'une mélodie au texte simple sur fond de musique électronique, dans le genre italo disco. Tarzan Boy est souvent considéré comme un succès sans lendemain, qui comporte un motif mélodique qui a été baptisé plus tard le « millennial whoop ».

## Accueil commercial
La chanson rencontre un succès international, entrant dans le top 5 du classement italien ainsi que celui de l'Espagne, l'Allemagne, les Pays-Bas et surtout la France, où Tarzan Boy connaît le plus grand succès, se classant en tête du Top 50 pendant cinq semaines consécutives. Au Royaume-Uni, il atteint la 3e place en septembre 1985. Le single rencontre également le succès aux États-Unis, restant six mois dans le classement Billboard Hot 100 et atteignant finalement la 13e place au début de l'année 1986.
Tarzan Boy réintègre le classement du Billboard dans une version légèrement réenregistrée à la 68e place et culmine à la 51e place cinq semaines plus tard. Elle restera 12 semaines de plus dans le classement, avant de quitter le Hot 100 le 12 juin 1993.

## Liste des titres
| 1. | Tarzan Boy              | 3:48 |
| 2. | Tarzan Boy (DJ Version) | 3:13 |

| 1. | Tarzan Boy (Extended Version) | 6:15 |
| 2. | Tarzan Boy (DJ Version)       | 5:09 |

| 1. | Tarzan Boy (Summer Version) | 6:41 |
| 2. | Tarzan Boy (Club Version)   | 5:10 |
| 3. | Tarzan Boy (7" Version)     | 3:27 |

| 1. | Tarzan Boy (Extended Dance Version) | 6:16 |
| 2. | Tarzan Boy (Single Version)         | 3:49 |
| 3. | Tarzan Boy (Extended Dub Version)   | 5:10 |

## Classements et certifications
| Classement (1985–1986)                 | Meilleure position |
| -------------------------------------- | ------------------ |
| Afrique du Sud (Springbok Top 20)      | 3                  |
| Allemagne de l'Ouest (Media Control)   | 3                  |
| Australie (Kent Music Report)          | 16                 |
| Autriche (Ö3 Austria Top 40)           | 2                  |
| Belgique (Flandre Ultratop 50 Singles) | 1                  |
| Canada (Top Singles)                   | 5                  |
| Danemark (IFPI)                        | 1                  |
| Espagne (AFYVE)                        | 1                  |
| États-Unis (Billboard Hot 100)         | 13                 |
| États-Unis (Dance Club Songs)          | 6                  |
| États-Unis (Cash Box Top 100 Singles)  | 18                 |
| Europe (European Top 100 Singles)      | 1                  |
| Finlande (Suomen virallinen lista)     | 1                  |
| France (SNEP)                          | 1                  |
| Irlande (IRMA)                         | 2                  |
| Italie (Musica e dischi)               | 5                  |
| Norvège (VG-lista)                     | 4                  |
| Nouvelle-Zélande (RMNZ)                | 34                 |
| Pays-Bas (Nederlandse Top 40)          | 1                  |
| Pays-Bas (Nationale Hitparade)         | 1                  |
| Portugal (AFP)                         | 1                  |
| Royaume-Uni (UK Singles Chart)         | 3                  |
| Suède (Sverigetopplistan)              | 2                  |
| Suisse (Schweizer Hitparade)           | 4                  |

| Classement (1985)                    | Position |
| ------------------------------------ | -------- |
| Allemagne de l'Ouest (Media Control) | 9        |
| Autriche (Ö3 Austria Top 40)         | 18       |
| Belgique (Flandre Ultratop 50)       | 4        |
| Canada (Top Singles)                 | 53       |
| Europe (European Top 100 Singles)    | 3        |
| France (SNEP)                        | 10       |
| Pays-Bas (Nederlandse Top 40)        | 17       |
| Pays-Bas (Single Top 100)            | 21       |
| Suisse (Schweizer Hitparade)         | 2        |
| Royaume-Uni (Gallup)                 | 44       |

| Classement (1986)              | Position |
| ------------------------------ | -------- |
| États-Unis (Billboard Hot 100) | 73       |
| États-Unis (Dance Club Songs)  | 50       |

### Certifications
| Région                                                               | Certification | Ventes/Streams |
| -------------------------------------------------------------------- | ------------- | -------------- |
| Canada (Music Canada)                                                | Or            | 50 000^        |
| Espagne (PME)                                                        | Or            | 25 000^        |
| France (SNEP)                                                        | Or            | 500 000*       |
| Royaume-Uni (BPI)                                                    | Argent        | 250 000^       |
| *Ventes selon la certification ^Mise en rayon selon la certification |               |                |